# 莲座

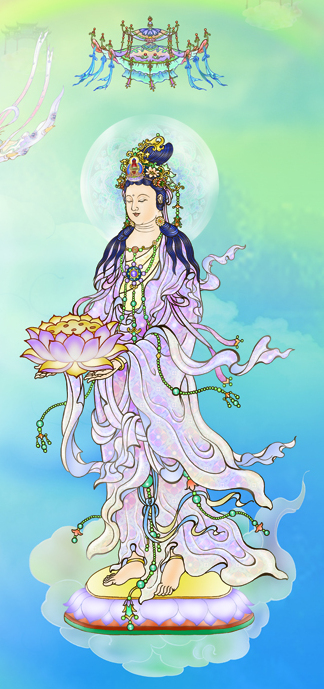
手托莲台的观音菩萨，脚下也有一个圆形的莲座。

莲座，有时也称为莲台，是一种风格化的莲花，用作与印度宗教相关的艺术人物的座位或底座。它是佛教艺术和印度教艺术中神圣人物的常用基座，在耆那教艺术中亦常见。起源于印度艺术，尤其是跟随印度宗教的东亚。
确切的形式各不相同，但旨在代表绽放的印度莲花。在传统传记中，释迦牟尼出生时行走的七步生出了七朵莲花；在一些佛教传说中，莲花生大士从莲花中出生。印度莲花是一种类似于睡莲的水生植物，尽管实际上没有任何密切的关系。它在花的中心有一个大而圆、扁平的种子头，在数量相对较少的种子上方最初都有小的开口。在其他不寻常的特征中，莲花具有特殊的防水性能，称为莲花效应或超疏水性。在其他象征意义中，它高于它所生活的水环境，并且不受水环境的污染，因此为佛教徒提供了典范。根据巴利文经典，佛陀本人在《增支部》中开始了这个经常重复的比喻，他说莲花出淤泥而不染，就像他从这个世界升起一样，没有经中教导的污秽。
在梵语中，莲座被称为padmāsana（[pɐdmaːsɐnɐ]，āsana是坐姿的名称），这也是冥想和瑜伽中跏趺坐的名称。